# 新疆回族文化促进会
新疆回族文化促进会（简称：回文会）是二十世纪三十至四十年代具有官方背景的新疆回族文化群众团体。

## 回文会的成立
1934年9月21日应新疆民众反帝联合会（简称反帝会）号召，新疆知名回族人士于镇国、兰彦寿、拜永泰、安绪武等人在迪化（今乌鲁木齐）固原寺发起创建新疆回文会。

## 回文会组织结构及历史
回文会总会设在迪化。总会下有区分会，区分会之下有县分会或办公室。总会产生执行委员会、监察委员会、基金委员会。负责人有委员长1人、副委员长2人。最早成立的分会为伊犁区分会，乾德县分会及昌吉办事处。随后回族人较多的县城都出现了回文分会，如喀什等区分会、吐鲁番、哈密、焉耆县等分会。有一些县，回、汉群众人口较少便组成汉回文化促进会，如拜城汉回文化分会。
回文会的隶属与其他文化促进会一样，如新疆蒙古族文化促进会，多次更迭。1934年，反帝会成立后，领导新疆各民族成立文化促进会。1934年9月21日，回文会正式成立。回文会及其下属分会都接受反帝会及当地行政长官的领导。1938年，回文会接受教育厅领导。1939年，新疆文化协会成立，回文会等文化协会受新疆文化协会直接领导。1941年，新疆文化协会解散、各文化促进会重新隶属于反帝会。1943年，由由国民党党部社会科和教育厅派员指导。1949年后，回文会与其他文化促进会组成新疆保卫和平民主同盟。

### 回文会历任负责人
- 于镇国、

- 兰彦寿、

- 马绍武，曾任喀什行政长、

- 马万录、

- 马良骏，曾历任全疆回族总教长、国民党新疆省党部副主任委员、

- 马云文、

- 马登福、

- 马国义、

- 马茨伯、

- 安绪武。

其中大多数领导人均被盛世才杀害。

## 回文会主要工作

### 教育方面
1936年，促进会在迪化陕西大寺与河州寺院成立2所回民小学，共有3班，学生140名。同年春天，促进会在昌吉建立第二初级小学，共有6班，180人。1937年，协会在迪化坑坑寺和南大寺成立2所小学和一所汉回合校，学生200多人。在哈密建立回文会立小学，共有3班。1937年，鄯善县有3所回文会会立小学。1938年，由于回文会资金不足，这些学校被省教育厅接收并改为公立学校。回文会在迪化、迪化周围、吐鲁番、伊宁及霍尔果斯共增设15处小学，学生超过2700人。课程除了加入经文课外，与普通小学一样。除了小学外，回文会开展了民校、夜校并多次开展扫除文盲的宣传。然而因为资金问题，回文会时常面对师资不足、水平不高的困难。但这些学校仍然对回民文化教育起到了积极作用，受教育的回民人口占总人口的十分之一，回文会在1946年还保送10余名学生免费进入内地大学学习。

### 其他文化活动
《回声》是回文会成立后创建的第一本进行回族文化宣传的刊物。1936年年初，回文会与《新疆日报》社合作，出版月刊《清真》，除了宣传回族文化外，该刊物多次刊登反帝文章，如《怎样才能统一反帝战线》、《打倒帝国主义歌》。1947年年中，《西北回光报》也开始出刊，但由于资金问题，此报纸并没有坚持很久。1948年年初，创刊旨在发扬伊斯兰教义与边疆文化的《回族文化》。
1942年，建立回文会俱乐部，建筑共两层，其中第二层为放映室，1948年，改名为“先锋电影社”，1949年10月后，新疆保卫和平民主同盟接收电影社，电影社仍继续放映电影。

### 抗日捐献
抗日战争开始后，应新疆民众反帝会的要求，回文会成立反帝分会，多次组织抗战宣讲，并多次组织声势较大的集体捐献活动。1941年，一次集体捐献中，70多岁的回族大阿訇马良骏结合讲卧尔兹《古兰经》强调“爱国是信仰的一部分”。回文会曾发动全疆回族，向前线捐献过一架飞机。

## 意义
新疆回族文化促进会的成立为体现了新疆回族民众的凝聚力和国家认同感，并对新疆回族社群开启民智，基础教育，文化建设、政治宣传上做出了积极的贡献。